# سوته (مقاطعة فريدونكنار)
سوته (بالفارسية: سوته) هي منطقة سكنية تقع في مازندران في إيران. يقدر عدد سكانها بـ 1,585 نسمة .